# La Bazoge-Montpinçon
La Bazoge-Montpinçon ist eine französische Gemeinde mit 966 Einwohnern (Stand: 1. Januar 2022) im Département Mayenne in der Region Pays de la Loire. Sie gehört zum Arrondissement Mayenne und zum Kanton Lassay-les-Châteaux. Die Einwohner werden Bazogéens genannt.

## Geographie
La Bazoge-Montpinçon liegt etwa 25 Kilometer nordnordöstlich von Laval. Umgeben wird La Bazoge-Montpinçon von den Nachbargemeinden Aron im Norden, Belgeard im Süden und Osten, Moulay im Westen und Südwesten sowie Mayenne im Nordwesten.

## Bevölkerungsentwicklung
| Jahr                       | 1962 | 1968 | 1975 | 1982 | 1990 | 1999 | 2006 | 2013 | 2019 |
| Einwohner                  | 149  | 163  | 201  | 334  | 495  | 525  | 753  | 987  | 1047 |
| Quellen: Cassini und INSEE |      |      |      |      |      |      |      |      |      |

## Sehenswürdigkeiten
- Kirche Notre-Dame-de-l'Assomption aus dem 15. Jahrhundert

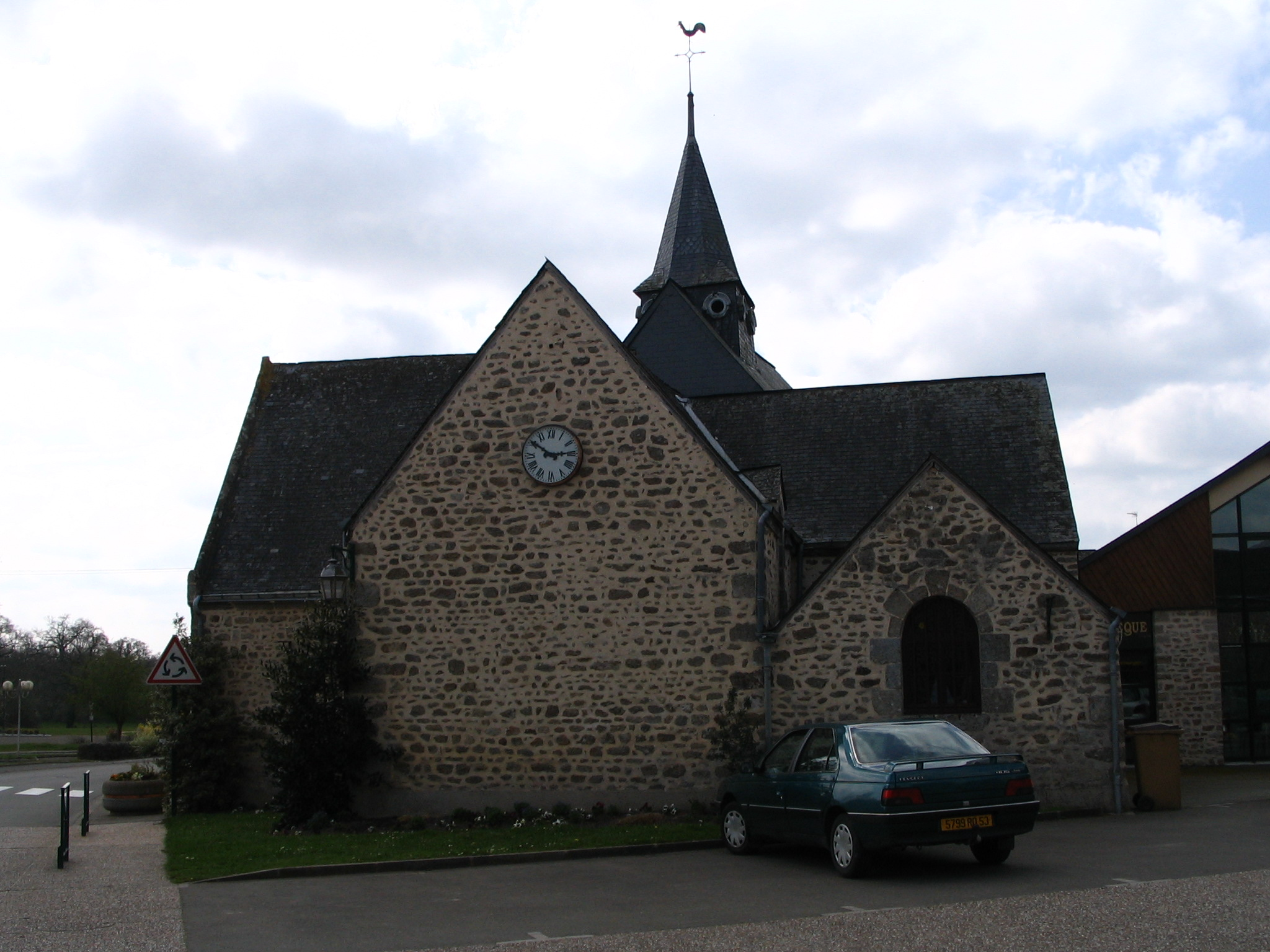
Kirche Notre-Dame-de-l'Assomption